# Antoni Łokuciewski
Antoni Łokuciewski (ur. 6 września 1885 w Miżanach, zm. po 1939 w ZSRR) – polski nauczyciel, działacz społeczny, samorządowy i polityczny, dyrektor gimnazjum w Oszmianie, marszałek Sejmu Litwy Środkowej. 

## Życiorys
Przez dwa lata uczęszczał do tajnej szkółki polskiej w Bojarach. W 1894 rozpoczął naukę w II Państwowym Gimnazjum w Wilnie, które ukończył w 1904. Rozpoczął studia na Uniwersytecie Warszawskim, jednak po jego zamknięciu wrócił na początku 1905 do Wilna. Zajmował się prywatnymi lekcjami. Uczył m.in. biedne dzieci w tajnej polskiej szkółce przy Kościele Bernardyńskim w Wilnie. W 1906 rozpoczął studia na Wydziale Matematyczno-Fizycznym Uniwersytetu Moskiewskiego, które ukończył w 1911 z dyplomem pierwszego stopnia. 
Po zakończeniu nauki rozpoczął pracę jako nauczyciel w prywatnym Gimnazjum Winogradowa w Wilnie, jednak ze już po trzech tygodniach został usunięty ze stanowiska przez kuratora okręgu wileńskiego Aleksego Ostroumowa ze względu na swoje wyznanie i pochodzenie. Odbył służbę wojskową w armii rosyjskiej. Został następnie nauczycielem matematyki w gimnazjum żeńskim w Kamiennej Stanicy nad Donem. Pełnił tam funkcję prezesa Polskiego Towarzystwa Pomocy Ofiarom Wojny, a także organizował liczne ochronki i szkółki dla dzieci polskich.
Po rewolucji październikowej, w czerwcu 1918 powrócił do Polski, zamieszkał w rodowym majątku Cieleżyszki w powiecie oszmiańskim i zaangażował się w organizację życia społecznego. Już w 1918 wspólnie z oszmiańskim dziekanem ks. Czesławem Górskim wystarał się u władz niemieckich o otwarcie Prywatnego Gimnazjum w Oszmianie z polskim językiem nauczania. W 1919 został wybrany prezesem Rady Opiekuńczej powiatu oszmiańskiego. W czasie inwazji bolszewickiej wyjechał z rodziną do Łomży. W listopadzie 1920 Departament Oświaty Litwy Środkowej powołał go na stanowisko inspektora szkolnego powiatu oszmiańskiego. Sprawował swoją funkcję do 11 lipca 1922, po czym wrócił do stanowiska dyrektora oszmiańskiego gimnazjum.
W 1922 został wybrany posłem na Sejm Litwy Środkowej z listy Rad Ludowych w okręgu nr IV (Oszmiana). 3 lutego 1922 został wybrany marszałkiem Sejmu, pokonując Witolda Bańkowskiego z Zespołu Stronnictw i Ugrupowań Narodowych stosunkiem głosów 58 do 45. 22 lutego 1922 uchwalono przyłączenie Wileńszczyzny do Polski, a 24 marca marszałek Łokuciewski rozwiązał Sejm, oddając kompetencję Sejmu Litwy Środkowej Sejmowi II Rzeczypospolitej.
W okresie międzywojennym poświęcił się pracy nauczycielskiej i działalności na rzecz lokalnej społeczności. Był między innymi radnym Oszmiany i radnym powiatu oszmiańskiego. Wszedł w skład wydziału powiatowego. Był członkiem oddziału powiatowego Związku Nauczycielstwa Polskiego, w którym pełnił funkcję przewodniczącego sekcji samorządowej oraz pracy i wychowania spółdzielczego. W Oszmianie był członkiem zarządu Księgarni Polskiej. Przed wyborami w 1928 został członkiem Wileńskiego Wojewódzkiego Komitetu Bezpartyjnego Bloku Współpracy z Rządem. W 1931 został członkiem prezydium rady powiatowej BBWR. Następnie został wybrany jej prezesem. W wyborach w 1935 kandydował do Sejmu z list Bezpartyjnego Bloku Współpracy z Rządem w okręgu nr 49. Uzyskał 18859 głosów, jednak nie zdobył mandatu. Był członkiem Rady Wojewódzkiej Wileńskiej. W 1935 został wybrany do jej Wydziału Wojewódzkiego oraz do Wojewódzkiej Komisji Zdrowia Publicznego i Opieki Społecznej.
11 listopada 1939 został aresztowany przez NKWD i osadzony w oszmiańskim więzieniu. Dalsze losy są nieznane. Prawdopodobnie wywieziono go do Workuty, gdzie zmarł z wycieńczenia w 1941.

## Rodzina
Był synem Tomasza, szlachcica z powiatu oszmiańskiego, i Stefanii z Rogińskich. W 1911 ożenił się z Beniaminą z Pobiedzińskich (1887–1958), z którą miał córkę Zofię po mężu Szutowicz (1912–1979) oraz synów: Olgierda – który zmarł we wczesnym dzieciństwie, Witolda (1917-1990) – asa lotnictwa w randze pułkownika, a zarazem ostatniego dowódcę dywizjonu 303 oraz Jerzego (1923–1991) – żołnierza AK, walczącego w oszmiańskich oddziałach.

## Ordery i odznaczenia
- Złoty Krzyż Zasługi (7 listopada 1929)[19]
- Medal Dziesięciolecia Odzyskanej Niepodległości[2]
- Brązowy Medal za Długoletnią Służbę (20 grudnia 1938)[18]